# 小松真弓
小松 真弓（こまつ まゆみ）は、日本の映画監督、映像作家、映像ディレクター。武蔵野美術大学卒業、東北新社をへてフリーランス。日本映画監督協会会員。

## 映画
- もち　(2020年)
- たまたま　(2011年)	主演：蒼井優

## ショートフィルム
- あきらと三郎　(2008年)
- うそ。　(2008年)

## MV
- 彗星　小沢健二
- 家族になろうよ　福山雅治
- 生きてる生きてく　福山雅治
- beautiful life　福山雅治
- guten morgen　sunbrain

## CM
- JA共済
- MacDonald
- エビアン
- KOSEI
- サントリー